# Pfarrkirchen (Duitsland)
Pfarrkirchen is een plaats in Beieren, ongeveer 125 km ten oosten van München. Dat is in het zuidoosten van Duitsland. Pfarrkirchen ligt in een heuvelachtig gebied. Op de Gartlberg staat een kerk uit de 17e eeuw. De oude stadsmuren staan er niet meer, maar het is nog te zien waar ze hebben gestaan. Het centrum is een straat met gepleisterde huizen. De handel in paarden is in Pfarrkirchen een oude traditie.
De kerk op de Gartlberg is een bedevaartskerk en in barokke stijl gebouwd. Het dak van de beide torens van de kerk is een ui.
Pfarrkirchen heeft een eigen station.

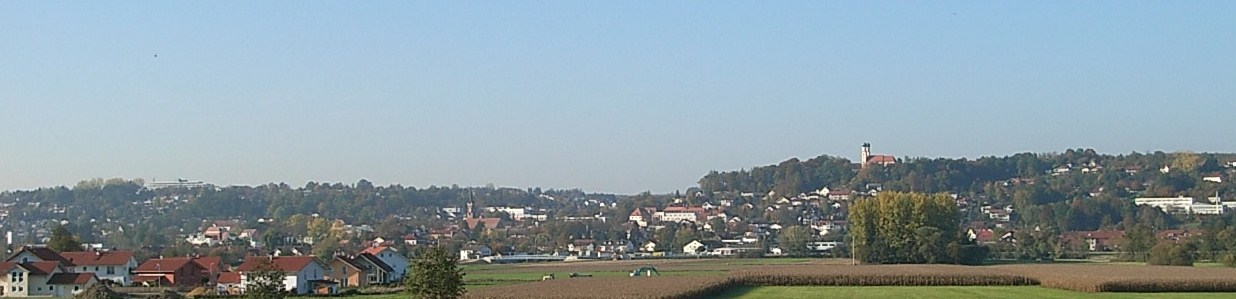
Pfarrkirchen, in het midden het centrum, meer naar rechts de kerk op de Gartlberg.

Arnstorf ·
Bad Birnbach ·
Bayerbach ·
Dietersburg ·
Eggenfelden ·
Egglham ·
Ering ·
Falkenberg ·
Gangkofen ·
Geratskirchen ·
Hebertsfelden ·
Johanniskirchen ·
Julbach ·
Kirchdorf a.Inn ·
Malgersdorf ·
Massing ·
Mitterskirchen ·
Pfarrkirchen ·
Postmünster ·
Reut ·
Rimbach ·
Roßbach ·
Schönau ·
Simbach a.Inn ·
Stubenberg ·
Tann ·
Triftern ·
Unterdietfurt ·
Wittibreut ·
Wurmannsquick ·
Zeilarn